# Team Pineapple Volleyball Club
Il Team Pineapple Volleyball Club è una società pallavolistica maschile statunitense, con sede ad Angola: milita nella NVA.

## Rosa 2019
| N° | Nome              | Ruolo | Data di nascita   | Nazionalità sportiva |
| -- | ----------------- | ----- | ----------------- | -------------------- |
| 1  | Lloy Ball         | P     | 17 febbraio 1972  | Stati Uniti          |
| 2  | Shaun Dryden      | S     | -                 | Stati Uniti          |
| 3  | Loren Gebert      | L     | -                 | Stati Uniti          |
| 4  | Jorge Ralat       | P     | 17 febbraio 1972  | Porto Rico           |
| 5  | Jeffrey Ptak      | O     | 11 novembre 1979  | Stati Uniti          |
| 6  | Jasmin Cull       | S     | 1º settembre 1983 | Canada               |
| 7  | Iván Matos        | S     | 15 luglio 1990    | Porto Rico           |
| 8  | Andy Sellan       | O     | -                 | Stati Uniti          |
| 9  | Kevin Owens       | C     | 24 novembre 1991  | Stati Uniti          |
| 10 | Chris Gisslen     | O     | -                 | Stati Uniti          |
| 11 | Marcus Nilsson    | O     | 7 ottobre 1982    | Svezia               |
| 12 | Matthew Leske     | C     | 17 maggio 1991    | Stati Uniti          |
| 13 | Kyle Radde        | O     | 4 novembre 1985   | Stati Uniti          |
| 14 | Joseph Klein      | C     | 14 ottobre 1986   | Stati Uniti          |
| 15 | William Robbins   | S     | 5 giugno 1977     | Stati Uniti          |
| 16 | Jonathan Meyer    | L     | -                 | Stati Uniti          |
| 17 | Matt Harpenau     | C     | 24 dicembre 1991  | Stati Uniti          |
| 18 | Gary House        | O     | 7 maggio 1992     | Stati Uniti          |
| 19 | Bruno da Silva    | O     | 10 giugno 1983    | Brasile              |
| 21 | Tomas Goldsmith   | S     | 23 dicembre 1990  | Stati Uniti          |
| 24 | Jonathan Rivera   | P     | 31 maggio 1993    | Porto Rico           |
| 26 | Pasquale Fiduccia | P     | -                 | Stati Uniti          |
| 99 | Luis Bertrán      | L     | 22 agosto 1994    | Porto Rico           |

## Palamrès
- NVA: 1

2018